# Bassai dai
Bassai dai – jedno z podstawowych kata karate. Na Okinawie zwane Passai. Nazwa tłumaczona jako „zdobycie fortecy”, „rozbicie twardej obrony”. Dynamiczne kata z dużą liczbą zwrotów. Wersja stara zwana jest dai (duża), w odróżnieniu od wersji sho (małej), stworzonej przez Y.Itosu niecałe sto lat temu. Obok Kanku Dai obligatoryjne kata stylu Shōtōkan, popularne także w innych stylach karate.